# Алехіно (Калінінградська область)
Алехіно (рос. Алехино) — селище Правдинського району, Калінінградської області Росії. Входить до складу Домновського сільського поселення.
Населення —  15 осіб (2015 рік). 

## Населення
| 2002 | 2010 |
| ---- | ---- |
| 7    | ↗15  |